# Óscar Figueroa
Óscar Albeyro Figueroa Mosquera, född 27 april 1983 i Zaragoza i Antioquía i Colombia, är en colombiansk tyngdlyftare. Han tog en guldmedalj vid olympiska sommarspelen 2016 i Rio de Janeiro samt en silvermedalj vid olympiska sommarspelen 2012 i London, båda i 62-kilosklassen. Figueroa har också vunnit en silvermedalj i världsmästerskapen 2006 och två bronsmedaljer i VM 2013 och 2015.